# Aschach an der Donau
Pour les articles homonymes, voir Aschach.
Aschach an der Donau est une commune autrichienne du district d'Eferding en Haute-Autriche.